# Město-hrdina Ukrajiny
Město-hrdina Ukrajiny (ukrajinsky Місто-герой України) je ukrajinský čestný titul udělovaný za mimořádné hrdinství během ruské invaze na Ukrajinu v roce 2022. Byl udělen deseti městům. Čtyři další ukrajinská města mají už od dob Sovětského svazu udělen titul Město-hrdina. Toto symbolické vyznamenání pro město odpovídá individuálnímu vyznamenání Hrdina Ukrajiny.

## Dějiny

### Sovětský svaz
Během sovětské éry bylo dvanácti městům udělen titul „Město-hrdina“, což je pocta udělovaná městům, jejichž obyvatelé prokázali mimořádné odhodlání a odvahu ve Velké vlastenecké válce. Čestný titul souvisí s cenou Hrdina Sovětského svazu, což je nejvyšší vyznamenání dostupné v Sovětském svazu. Tento titul byl udělen ukrajinským městům Oděsa, Sevastopol, Kyjev a Kerč.

### Ukrajina
Moderní název Město-hrdina Ukrajiny byl zaveden 6. března 2022 výnosem č. 111 z roku 2022 prezidentem Volodymyrem Zelenským po ruské invazi na Ukrajinu v roce 2022. Vyznamenání souvisí s novodobým ukrajinským titulem Hrdina Ukrajiny. Ve veřejném vysílání Volodymyr Zelenskyj uvedl: „Kromě obnovení statutu Kyjeva, Oděsy, Sevastopolu a Kerče dekret 111 také udělil titul městům Černihiv, Hostomel, Charkov, Cherson, Mariupol a Volnovacha.“ Dne 24. března 2022 byl tento titul udělen městům Buča, Irpiň, Mykolajiv a Ochtyrka.

## Seznam hrdinských měst

### Černihiv
Obléhání Černihivu bylo zahájeno 24. února 2022 ruskými silami. Podle britského ministerstva obrany se ruským silám nepodařilo město dobýt a místo toho se rozhodly město obejít alternativní cestou do Kyjeva. Ukrajinští představitelé oznámili, že ruské síly směřují k blízkým městům Sedniv a Semenivka. Ukrajinské vojenské síly údajně zajaly značné množství ruského vybavení a dokumentů.

### Hostomel
Bitva o letiště Antonov začala 24. února 2022 během ruské invaze na Ukrajinu v roce 2022. Zatímco počáteční útoky ruských výsadkových jednotek VDV byly odraženy ukrajinskými silami, letiště nakonec padlo 25. února po druhé vlně sil. Navzdory ruské kontrole nad letištěm však ukrajinské síly pokračovali v napadání ruských jednotek.
Antonov An-225 Mriya, největší letoun světa, byl na letišti v době zahajovací fáze bitvy. Původně bylo potvrzeno, že je neporušený pilotem Antonova, navzdory bojům. Dne 27. února však ukrajinští představitelé oznámili, že Mrija byla zničena ruským náletem. Dne 4. března ruská státní televize První kanál odvysílala záběry ukazující, že Mriya byla zničena. 2. dubna ruská armáda ustoupila a Hostomel byl dobyt ukrajinskými jednotkami.

### Charkov
Bitva o Charkov je pokračující střetnutí v rámci ruské ofenzívy na východní Ukrajině. Charkov, který se nachází pouhých 32 kilometrů jižně od rusko-ukrajinské hranice, je druhým největším městem na Ukrajině a je považováno za hlavní cíl ruské ofenzívy. prezidentským poradcem popsána jako „Stalingrad 21. století“.

### Cherson
Bitva o Cherson začala 24. února 2022, kdy ruské pozemní jednotky a vzdušné síly zahájily útok z Krymského poloostrova, překročily řeku Dněpr a 2. března 2022 dobyly samotné město. Cherson byl prvním velkým ukrajinským městem dobytým ruskými silami při ruské invazi na Ukrajinu v roce 2022.

### Mariupol
Obléhání Mariupolu je pokračující střetnutí mezi Ruskem a silami DLR proti Ukrajině, které začalo 24. února 2022 jako součást ofenzívy na východní Ukrajině. Rozsah podmínek obléhání města byl přirovnáván k obléhání Leningradu během Velké vlastenecké války. Současná kontrola nad městem je sporná, přičemž ukrajinské ozbrojené síly jsou v současné době od 13. března 2022 obléhány silami Ruska a DLR.

### Volnovacha
Bitva o Volnovachu byla zahájena 25. února 2022 silami Ruska a DLR jako součást ofenzivy východní Ukrajiny invaze na Ukrajinu v roce 2022. Bitva vyústila v dobytí města 12. března 2022 silami DPR. Guvernér Doněcké oblasti Pavlo Kyrylenko uvedl, že město bylo z velké části zničeno. Agentura Associated Press nezávisle potvrdila, že město dobyli proruští separatisté a velká část byla zničena v bojích.

### Buča
Bitva o Buču začala 27. února 2022, když ruské pozemní síly vstoupily do města. Město bylo ukrajinskými jednotkami osvobozeno 31. března 2022.

### Irpiň
Bitva o Irpiň začala 27. února 2022, když ruské pozemní síly vstoupily do města. K 14. březnu 2022 dobyly půlku města, ale 28. března 2022 bylo celé město zpět pod kontrolou ukrajinských sil.

### Mykolajiv
Bitva o Mykolajiv začala 26. února 2022, když ruské pozemní síly podnikly první útoky na město. V průběhu března byly ruské síly od města několikrát odraženy. Od 18. března přešly ukrajinské síly do protiútoku, město bylo osvobozeno 8. dubna 2022. Až do listopadu 2022, kdy byl osvobozen Cherson, však čelilo častému ostřelování.

### Ochtyrka
Bitva o Ochtyrku začala 24. února 2022 ruskou snahou vstoupit do města. 26. února se ruské síly z města stáhly, ale pokračovaly v silném ostřelování a bombardování. To trvalo až do stažení ruských sil ze severní fronty v dubnu 2022.